# Conrad Robertson
Pour les articles homonymes, voir Robertson.
Conrad Christian Robertson est un rameur néo-zélandais né le 27 décembre 1957 à Devonport.

## Biographie
Conrad Robertson participe à l'épreuve de quatre sans barreur aux Jeux olympiques d'été de 1984 à Los Angeles avec comme partenaires Les O'Connell, Shane O'Brien et Keith Trask. Les quatre Néo-Zélandais sont sacrés champions olympiques.